# 외르강

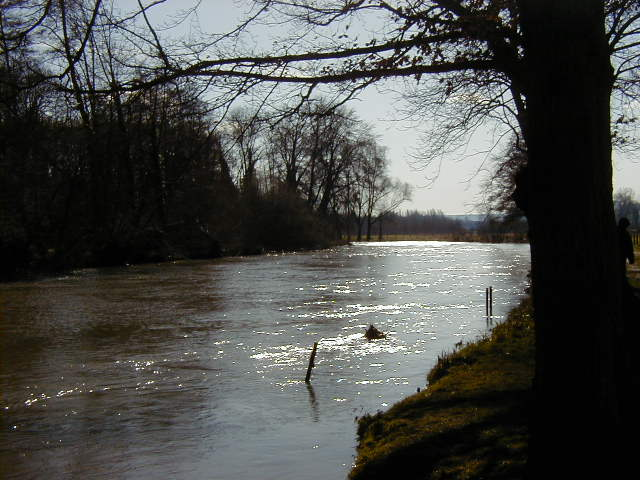

외르강(프랑스어: Eure)은 프랑스의 강으로, 센강의 지류이다. 오른주에서 발원하며, 외르주에서 센강과 합류한다. 외르주와 외르에루아르주가 외르강의 이름에서 왔다.